# Alokasija
Alokasija (lat. Alocasia), rod zimzelenih trajnica iz porodice kozlačevki s podzemnim korijenjem (rizom), dio potporodice Aroideae. Postoji 90 vrsta raširenih po tropskoj i suptropskoj Aziji i istočnoj Australiji.
Srednje velika do rijetko drvenasta i gigantska, sezonski neaktivna, stabljika debela, često hipogealna, ponekad stoloniferna i lukovičasta, epigealna stabljika obično uspravna, s prozirnim do mliječnim lateksom. 

## Vrste
1. Alocasia acuminata Schott
2. Alocasia aequiloba N.E.Br.
3. Alocasia alba Schott
4. Alocasia arifolia Hallier f.
5. Alocasia atropurpurea Engl.
6. Alocasia augustiana L.Linden & Rodigas
7. Alocasia azlanii K.M.Wong & P.C.Boyce
8. Alocasia baginda Kurniawan & P.C.Boyce
9. Alocasia balgooyi A.Hay
10. Alocasia beccarii Engl.
11. Alocasia boa A.Hay
12. Alocasia boyceana A.Hay
13. Alocasia brancifolia (Schott) A.Hay
14. Alocasia brisbanensis (F.M.Bailey) Domin
15. Alocasia cadieri Chantrier
16. Alocasia celebica Engl. ex Koord.
17. Alocasia chaii P.C.Boyce
18. Alocasia clypeolata A.Hay
19. Alocasia cucullata (Lour.) G.Don
20. Alocasia culionensis Engl.
21. Alocasia cuprea  (H.Low ex Sankey) K.Koch
22. Alocasia decipiens Schott
23. Alocasia decumbens Buchet
24. Alocasia devansayana (L.Linden & Rodigas) Engl.
25. Alocasia evrardii Gagnep. ex V.D.Nguyen
26. Alocasia fallax Schott
27. Alocasia farisii Zulhazman, Norziel. & P.C.Boyce
28. Alocasia flabellifera A.Hay
29. Alocasia flemingiana Yuzammi & A.Hay
30. Alocasia fornicata (Kunth) Schott
31. Alocasia gageana Engl. & K.Krause
32. Alocasia grata Prain ex Engl. & Krause
33. Alocasia hainanica N.E.Br.
34. Alocasia hararganjensis H.Ara & M.A.Hassan
35. Alocasia heterophylla (C.Presl) Merr.
36. Alocasia hollrungii Engl.
37. Alocasia hypoleuca P.C.Boyce
38. Alocasia indica (Lour.) Spach
39. Alocasia infernalis P.C.Boyce
40. Alocasia inornata Hallier f.
41. Alocasia jiewhoei V.D.Nguyen
42. Alocasia kerinciensis A.Hay
43. Alocasia lancifolia Engl.
44. Alocasia lauterbachiana (Engl.) A.Hay
45. Alocasia lecomtei Engl.
46. Alocasia lihengiae C.L.Long & Q.Fang
47. Alocasia longiloba Miq.
48. Alocasia macrorrhizos (L.) G.Don
49. Alocasia maquilingensis Merr.
50. Alocasia megawatiae Yuzammi & A.Hay
51. Alocasia melo A.Hay, P.C.Boyce & K.M.Wong
52. Alocasia micholitziana Sander
53. Alocasia miniuscula A.Hay
54. Alocasia montana (Roxb.) Schott
55. Alocasia monticola A.Hay
56. Alocasia navicularis (K.Koch & C.D.Bouché) K.Koch & C.D.Bouché
57. Alocasia nebula A.Hay
58. Alocasia nicolsonii A.Hay
59. Alocasia nycteris Medecilo, G.C.Yao & Madulid
60. Alocasia odora (G.Lodd.) Spach
61. Alocasia × okinawensis Tawada
62. Alocasia pangeran A.Hay
63. Alocasia peltata M.Hotta
64. Alocasia perakensis Hemsl.
65. Alocasia portei Schott
66. Alocasia princeps W.Bull
67. Alocasia principiculus A.Hay
68. Alocasia puber (Hassk.) Schott
69. Alocasia puteri A.Hay
70. Alocasia pyrospatha A.Hay
71. Alocasia ramosii A.Hay
72. Alocasia reginae N.E.Br.
73. Alocasia reginula A.Hay
74. Alocasia reversa N.E.Br.
75. Alocasia ridleyi A.Hay
76. Alocasia rivularis Luu, Nguyen-Phi & H.T.Van
77. Alocasia robusta M.Hotta
78. Alocasia salarkhanii H.Ara & M.A.Hassan
79. Alocasia sanderiana W.Bull
80. Alocasia sarawakensis M.Hotta
81. Alocasia scabriuscula N.E.Br.
82. Alocasia scalprum A.Hay
83. Alocasia simonsiana A.Hay
84. Alocasia sinuata N.E.Br.
85. Alocasia suhirmaniana Yuzammi & A.Hay
86. Alocasia venusta A.Hay
87. Alocasia vietnamensis V.D.Nguyen & de Kok
88. Alocasia wentii Engl. & K.Krause
89. Alocasia wongii A.Hay
90. Alocasia yunqiana Z.X.Ma, Yifan Li & J.T.Yin
91. Alocasia zebrina Schott ex Van Houtte

## Sinonimi
- Ensolenanthe Schott
- Panzhuyuia Z.Y.Zhu
- Schizocasia Schott
- Xenophya Schott

## Vanjske poveznice
|  | Zajednički poslužitelj ima još gradiva o temi Alocasia odora |
|  | Wikivrste imaju podatke o taksonu Alocasia odora             |